# Jason med det gyllene skinnet

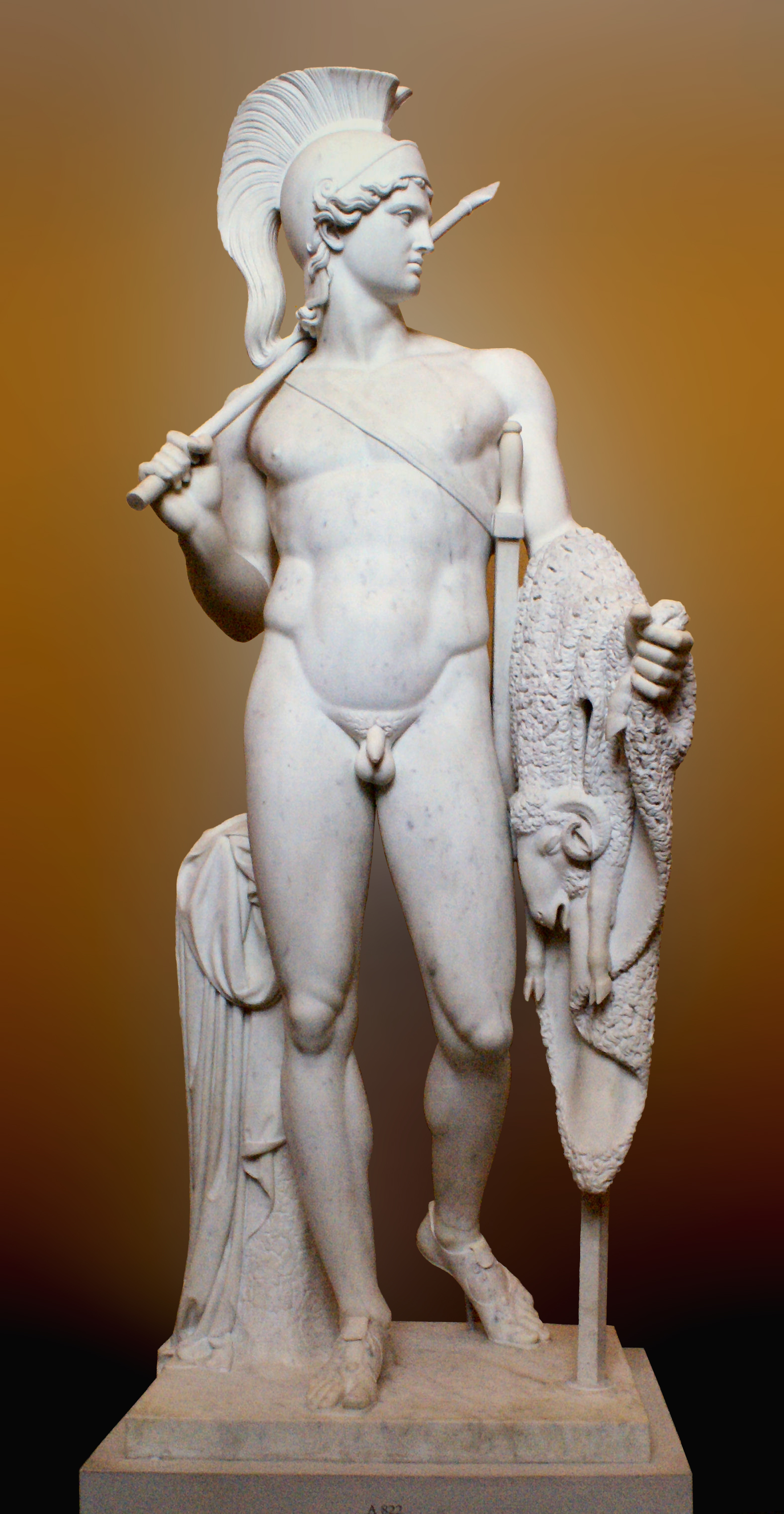
Jason med det gyllene skinnet

Jason med det gyllene skinnet är en skulptur i marmor av den danske skulptören Bertel Thorvaldsen.
Jason med det gyllene skinnet är Bertel Thorvaldsens genombrottsverk, till vilket han fick inspiration från teckningar av vännen Asmus Jacob Carstens.
Skulpturen gjordes först i naturlig storlek i lera våren 1801. En gipsavgjutning bekostades av hans väninna och mecenat Friederike Brun, 
 och så småningom började han att arbeta med en Jason-skulptur i övernaturlig storlek. I denna version, 2,42 meter hög, stod skulpturen klar 1802, utan att få en köpare. Emellertid beställde engelsmannen Thomas Hope 1803 en version av skulpturen i Carraramarmor och gav Thordvaldsen förskott för en sådan. 
Marmorskulpturen inköptes 1917 av Thorvaldsens Museum på en auktion i England. Jason med det gyllene skinnet finns i sedan dess i Thorvaldsens Museum i Köpenhamn. Den ingår i Danmarks kulturkanon.